# Світло шахтаря

Харківський машинобудівний завод «Світло шахтаря» — одне із найстаріших машинобудівних підприємств вугільної галузі, розташоване у Харкові, Україна. Протягом десятиліть завод був монопольним виробником потужних шахтних скребкових конвеєрів в колишньому СРСР, за цей час завод накопичив унікальний досвід в області проектування продукції і розробки технології її виготовлення. Заснований 1891 року.

## Історія
- 1891 р. — У Харкові на вул. Петінській власником М. Ф. фон-Дітмаром була заснована слюсарно-механічна майстерня, що мала газовий двигун в дві кінські сили. Майстерня налічувала 15 осіб.
- 1899 р. — Встановлено новий двигун в чотири кінські сили, у дворі розміщувалася кузня, що мала два горни. Кували вироби молотом вручну. Працювало 25 осіб.
- 1915 р. — Господар підприємства на вул. Газовій, 4 (нині вул. Світло шахтаря) купив чавунно-мідно-ливарний і механічний завод «Русский слесарь». Кількість працівників — 50 осіб. Продукція заводу — бурові інструменти, верстати, вишки, шахтні візки, вагонетки, лебідки, крани, парові котли, труби, насоси, баки, а також чавунне і мідне лиття.
- 1915 р. — Почався випуск шахтарських бензинових ламп «Вольфа».
- 1919 р. — Через відсутність палива призупинено роботу майже всіх цехів. Завод виконував тільки військові замовлення.
- 1921 р. — Підприємство перейшло з підпорядкування Харківської губернської Ради народного господарства в підпорядкування Центрального правління кам'яно-вугільної промисловості і було включене в об'єднання «Донвугілля».
- 1922 р. — Завод перейменовано в «Світло шахтаря». Основна продукція — шахтарські лампи.
- 1938 р. — Колектив підприємства вийшов переможцем у змаганні з Торезьким машинобудівним заводом і був удостоєний перехідного Червоного прапора Наркомважпрому.
- 1939 р. — Завод нагороджений найвищою державною нагородою СРСР — орденом Леніна.
- 1941 р. — Евакуація заводу в Кемеровську область.
- 1943—1946 рр. — Відновлення зруйнованого підприємства.
- 1952 р. — Організація на заводі спеціального конструкторського бюро.
- 1955 р. — Створено і вдосконалено вугільний комбайн для тонких пластів УКТ-1, призначений для одночасної зарубки, відбою вугілля і навантаження його на транспортер.
- 1960 р. — Завод опанував виготовлення забійних скребкових і магістральних пластинчастих конвеєрів, освітлювальної апаратури. Почався експорт обладнання з маркою «Світло шахтаря» до Польщі, Чехословаччини, Угорщини, Болгарії, В'єтнаму.
- 1976 р. — Колектив почав серійне виготовлення нового базового скребкового конвеєра СП87П.
- 1978 р. — Створено зразкову ділянку в ламповому цеху. Впроваджені 27 прогресивних технологічних процесів, дві механізовані лінії автоматичного зварювання риштаків.
- 1980 р. — Половина вугілля, що видобувається в СРСР шахтним способом, доставлялася конвеєрами заводу «Світло шахтаря».
- 1982 р. — Завод удостоєний срібної та бронзової медалей ВДНГ в м. Москва.
- 1990 р. — Створено нові конвеєри зі збільшеною потужністю електродвигуна з 45-55 до 110 кіловат і калібрами ланцюга 24 і 36 міліметрів. Розширено область їх застосування. Розпочато виготовлення скребкових перевантажувачів.
- 1991 р. — Святкування 100-річчя заводу.
- 1994—1996 рр. — Проведена приватизація. Створено ПАТ «Харківський машинобудівний завод» Світло шахтаря ".
- 1998—1999 рр. — Розроблено та виготовлено ряд нових високопродуктивних конвеєрів для комплексно-механізованих лав, які успішно працюють на шахтах України, Росії, Білорусі, Казахстану.
- 1999 р. — Заводом виграний тендер між українськими і зарубіжними підприємствами на виготовлення потужного конвеєра типу СПЦ230.
- 2000 р. — Здійснено перехід від серійного виробництва однотипних конвеєрів і перевантажувачів до виготовлення продукції, що відповідає заданим гірничотехнічних умовам і індивідуальним вимогам конкретних замовників. Довжина скребкових конвеєрів збільшилася з 100—150 до 350—400 м, енергоозброєність зросла з 110—220 до 800 кВт.
- 2001 р. — Завод вперше впровадив систему управління якістю продукції відповідно до вимог ДСТУ ISO 9001-2001.
- 2008 р. — Завод підтвердив відповідність виготовлення продукції вимогам ДСТУ ISO 9001-2001. Сертифікат якості №UA2.003.03240-08.
- 1988—2008 рр. — Масштабна участь в Міжнародних виставках України, Росії, Білорусі, Польщі, США.

Corum Group об'єднує машинобудівні активи енергетичної компанії ДТЕК Енерго — підприємства в Харкові, Дружківці і Каменську-Шахтинському, «Корум Шахтспецбуд», сервісні компанії Corum Source і Corum Repair, а також зарубіжні торгові компанії і представництва. Ключові клієнти компанії — 14 найбільших видобувних холдингів, активи яких налічують 150 шахт і кар'єрів. Техніка Corum Group працює на гірничодобувних підприємствах в 15 країнах світу.

## Продукція

Виставковий стенд заводу. Донецьк. «Вугілля-Майнінг» 2012 р.

Спеціалізується на виготовленні: скребкових вибійних конвеєрів, перевантажувачів, дільничних шахтних дробарок, запобіжних гідравлічних муфт, вибухобезпечних головних акумуляторних світильників і сигналізаторів метану, фари для шахтних електровозів і комбайнів, запасних частин до різноманітного гірничошахтного обладнання. Основний постачальник скребкових конвеєрів для вугільної, сланцевої та калійної промисловості. Конвейєрами СП-202м, СП-87м, СП-202В1м та СП-301м різних виконань комплектуються механізовані комплекси КМ-87, КМ-88, КМТ, КМК-98, КМ-103, КМ-130. Для лав тонких пластів випускається конвеєр СК-38м; для калійної промисловості — конвеєри СПК-301 (для лав) та СПШ-1 (для штреків). Виготовляються також головні світильники, зокрема, СГГ5 та СГД5-1, фари для комбайнів і електровозів. Запчастини гірничо-шахтного обладнання, ремонт редукторів скребкових конвеєрів.
Вироби важкого машинобудування і точного приладобудування заводу «Світло шахтаря» користуються широким попитом в країні і за кордоном. Продукція для гірничорудної промисловості, що випускається підприємством, поставляється більш ніж в 18 країн світу і експлуатується в самих різних гірничотехнічних і кліматичних умовах у вугільної, сланцевої, калійної і інших видобувних галузях.
Широко розвинута випробувальна база з унікальним випробувальним стендовим обладнанням забезпечує контроль якості, як в процесі виробництва, так і на кінцевій стадії при прийомо-здаточних і пред'явничих випробуваннях. Виробництво продукції згідно вимогам ДСТУ 18О 9001 сертифіковано і на вищезгадані вироби завод має сертифікати національних організацій по сертифікації України, Росії і Польщі. Керівництво заводу чітко дотримується стратегії поновлення обладнання і технологій, приділяє велику увагу питанням маркетингової політики. Підприємство постійно бере участь в основних галузевих міжнародних виставках в Україні, Росії, Польщі, Німеччині та інших країнах. Зразки гірничої техніки заводу завжди привертають на виставках увагу гірників і спеціалістів вугільної промисловості.

## Галерея

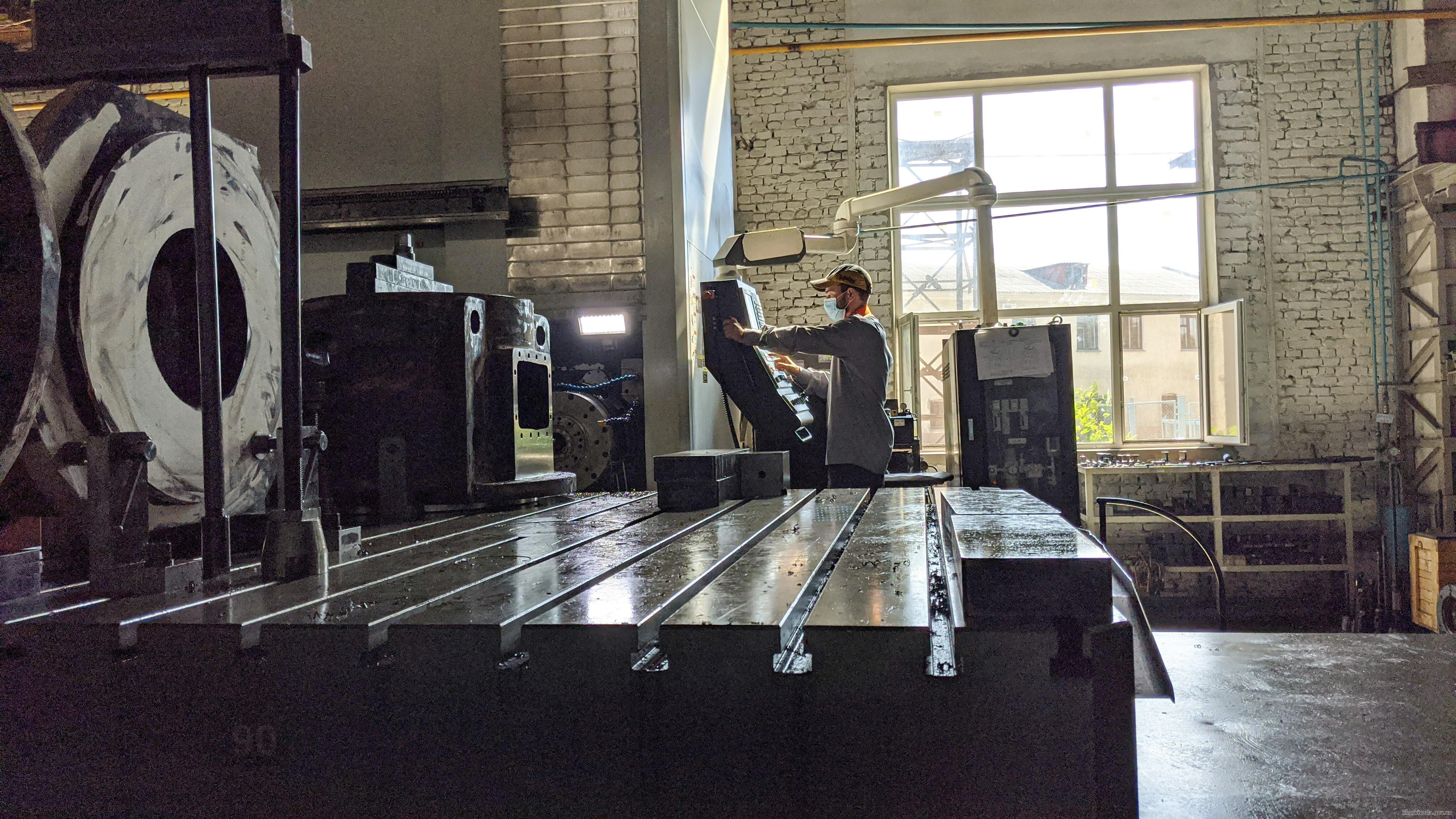
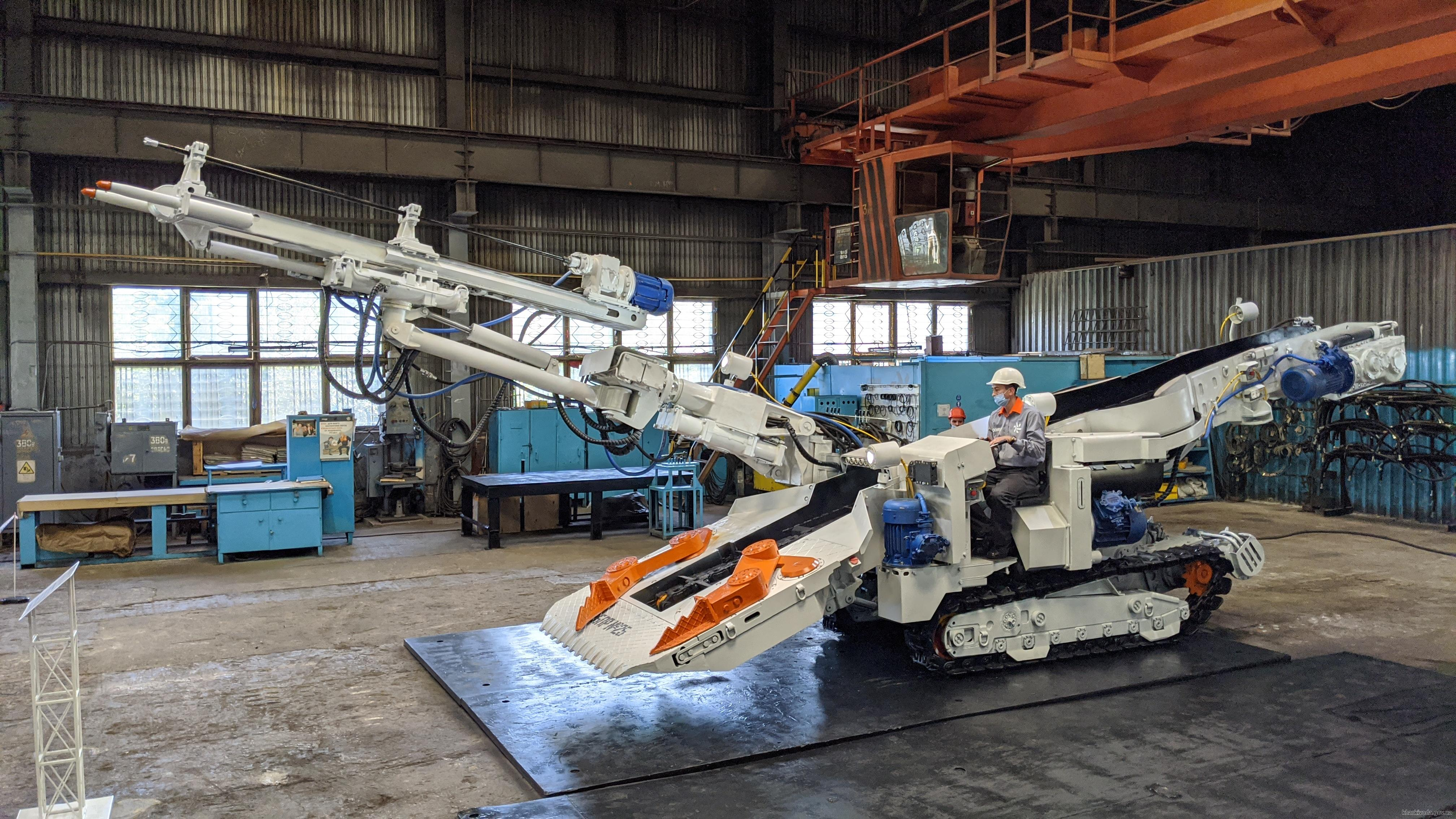
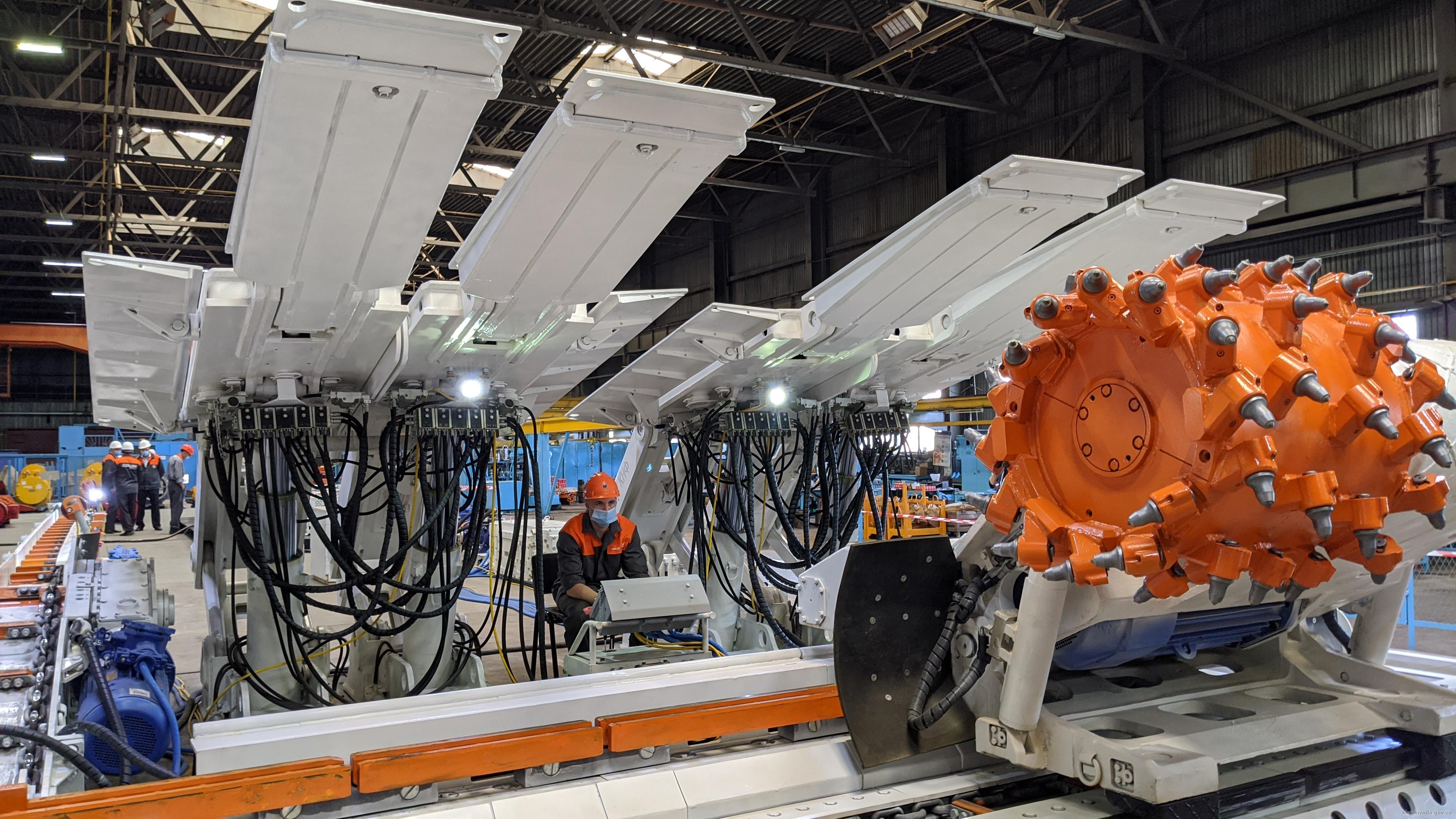
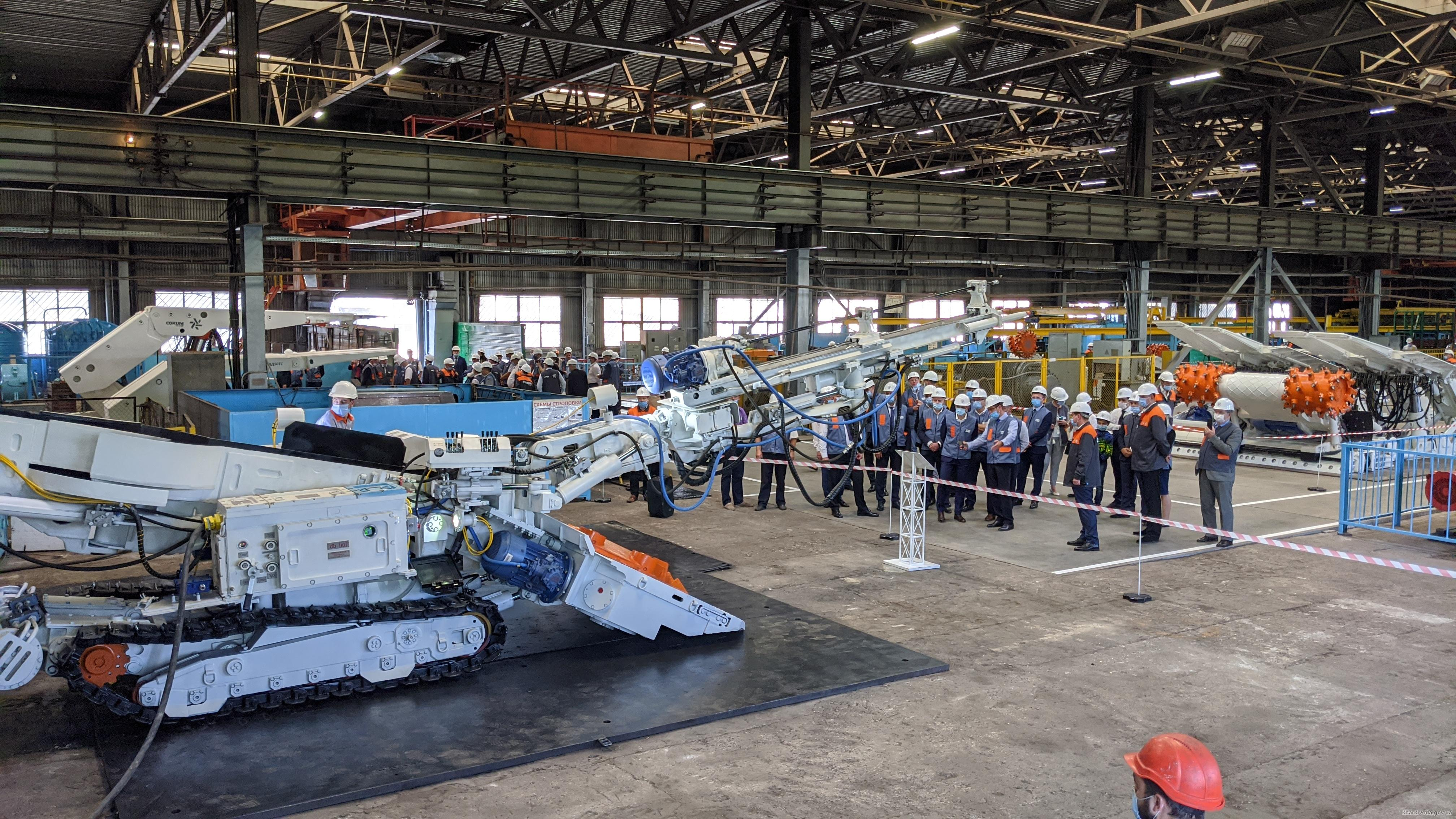
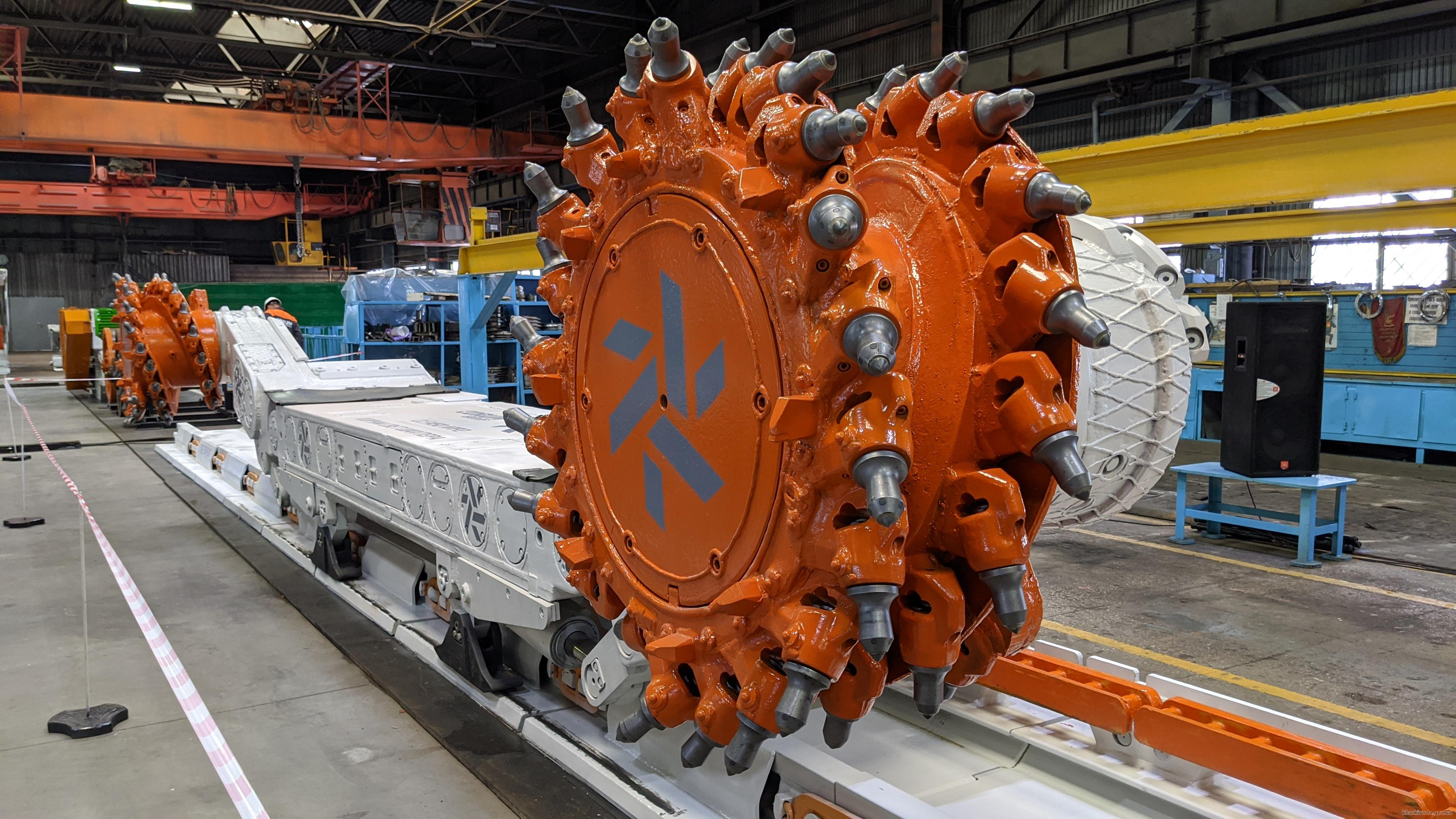